# Luisa Landová-Štychová
Luisa Landová-Štychová, née Aloisie Vorlíčková le 31 janvier 1885 à Ratboř et morte le 31 août 1969 à Prague, est une femme politique, féministe, éducatrice et astronome tchécoslovaque. En 1920, elle fait partie du premier groupe de femmes élues à l'Assemblée nationale de la République tchécoslovaque.

## Biographie
Luisa Landová-Štychová est née Aloisie Vorlíčková le 31 janvier 1885 à Ratboř, alors partie du Royaume de Bohême (Autriche-Hongrie, actuelle Tchéquie). Elle est la fille d'un propriétaire de boulangerie. Elle a fait ses études dans une école monastique et a fréquenté une académie de commerce. Elle a ensuite travaillé comme correspondante pour une entreprise de joaillerie à Vienne, où elle a rencontré Jaroslav Štych. Ayant refusé de reprendre l'entreprise de son père, elle a plutôt rejoint le mouvement ouvrier. Elle a changé son nom de famille en Landová (nom de jeune fille de ses grands-mères) et a épousé Štych en 1912. En 1907, elle a participé à des manifestations anti-militaires anarchistes et est devenue membre de la Fédération anarchiste tchèque, parlant des opinions féministes radicales. Avec Štych, elle a cofondé en 1913 l'Union des monistes socialistes, organisation athée et social-démocrate qui a été interdite pendant la Première Guerre mondiale. Elle s'est également impliquée dans la Fédération des anarcho-communistes tchèques et a été placée sous surveillance policière pendant la guerre. En 1918, les anarcho-communistes décident de fusionner avec le Parti national social tchèque, rebaptisé Parti socialiste tchèque.
Landová-Štychová a participé à l'organisation d'une grève générale le 14 octobre 1918, qui s'est transformée en une manifestation de masse en faveur de l'indépendance. De 1918 à 1920, elle est membre de l'Assemblée nationale révolutionnaire (cs). Elle a ensuite été candidate pour le désormais nommé Parti socialiste tchécoslovaque à la Chambre des députés lors des élections législatives de 1920 et a été l'une des seize femmes élues au parlement. Elle a tenté de faire adopter une loi légalisant l'avortement, mais n'a pas pu obtenir un soutien suffisant. Les tensions entre les anarcho-communistes et les membres originaux du parti national social se sont envenimées et, en mars 1923, Landová-Štychová et trois autres membres ont été exclus du parti pour ne pas avoir voté pour une loi de protection de la république. Elle a ensuite été déchue de son siège à la Chambre en juin.
Les anarcho-communistes exclus formèrent le Parti ouvrier socialiste indépendant et Landová-Štychová a représenté le parti au conseil municipal de Prague en remplacement de Bohuslav Vrbenský (cs) . Le nouveau parti a fusionné avec le Parti communiste tchécoslovaque en 1925 et elle a été réélue à la Chambre des députés lors des élections de novembre 1925, siégeant au parlement jusqu'en 1929. Après la Seconde Guerre mondiale, son activité politique cessa en grande partie et elle s'impliqua plus profondément dans la Société tchécoslovaque d'astronomie, devenant vice-présidente de son comité en 1945 et siégeant au comité de rédaction du magazine d'astronomie Říše hvězd (cs). À partir de 1952, elle est vice-présidente de la Société tchécoslovaque pour la diffusion des connaissances politiques et scientifiques et, en 1959, elle est nommée membre honoraire de l'Académie tchécoslovaque des sciences. Elle est décédée à Prague le 31 août 1969.

## Prix et récompenses
En 1949, elle reçoit le prix František-Nušl.